# Karel Zeman

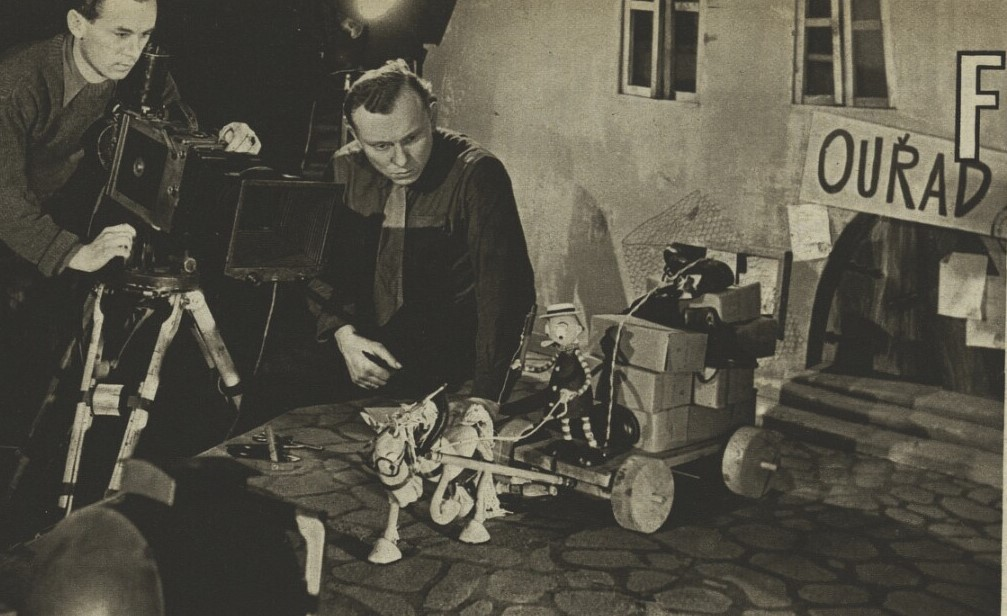
Karel Zeman, 1947 (natáčení filmu Pan Prokouk ouřaduje)

Karel Zeman (3. listopadu 1910 Ostroměř – 5. dubna 1989 Zlín) byl československý filmový režisér, výtvarník, loutkář, animátor a reklamní grafik. Společně s Hermínou Týrlovou a Jiřím Trnkou je považován za zakladatele československého animovaného filmu.

## Život
Karel Zeman vystudoval obchodní školu v Kolíně a v 17 letech absolvoval kurz reklamního kreslení v Aix-en-Provence. Po absolvování vojenské služby pracoval v reklamě v brněnském Domě služeb. Zde si jej jako vítěze aranžérské soutěže všiml režisér Elmar Klos, který Zemanovi nabídl práci ve filmových ateliérech ve Zlíně.
S animací a trikovými záběry, kterými se proslavil ve filmu Cesta do pravěku, začal profesionálně v roce 1943 ve filmových ateliérech ve Zlíně, když společně s Hermínou Týrlovou a Bořivojem Zemanem pracoval na snímku Vánoční sen. Již předtím si však doma natáčel amatérské loutkové filmy.
Mezi jeho nejznámější animované filmy patří ve své době velice populární filmy o panu Prokoukovi, dále též snímek Inspirace, kde v unikátním něžném poetickém filmu nechal oživnout skleněné figurky, což byl v té době zcela ojediněný revoluční čin, neboť do té doby bylo sklo považováno za materiál pro animaci zcela nevhodný.

## Filmografie
Natočil řadu světově vysoce ceněných celovečerních hraných filmů s unikátní výtvarnou a trikovou stránkou a poetikou, z nichž nejznámější jsou Vynález zkázy, Baron Prášil, Bláznova kronika, Na kometě, Ukradená vzducholoď a Cesta do pravěku.
Často bývá označován za pokračovatele francouzského filmaře Georgese Mélièse.
Jeho vlastní dcera Ludmila Zemanová se stala jednou z jeho pozdějších spolupracovnic, původním povoláním je výtvarnice, ilustrátorka, režisérka, scenáristka a spisovatelka, v roce 1984 emigrovala do Kanady.
V roce 2015 natočil režisér Tomáš Hodan film o životě a tvorbě Karla Zemana, který obsahuje historické filmové záběry z jeho života, rozhovory s jeho dcerou, spolupracovníky i bývalými herci z jeho filmů a také s osobnostmi, které významně ovlivnila jeho tvorba.
Filmy Karla Zemana jsou také inspirací pro tvorbu amerického filmaře a herce Terryho Gilliama.

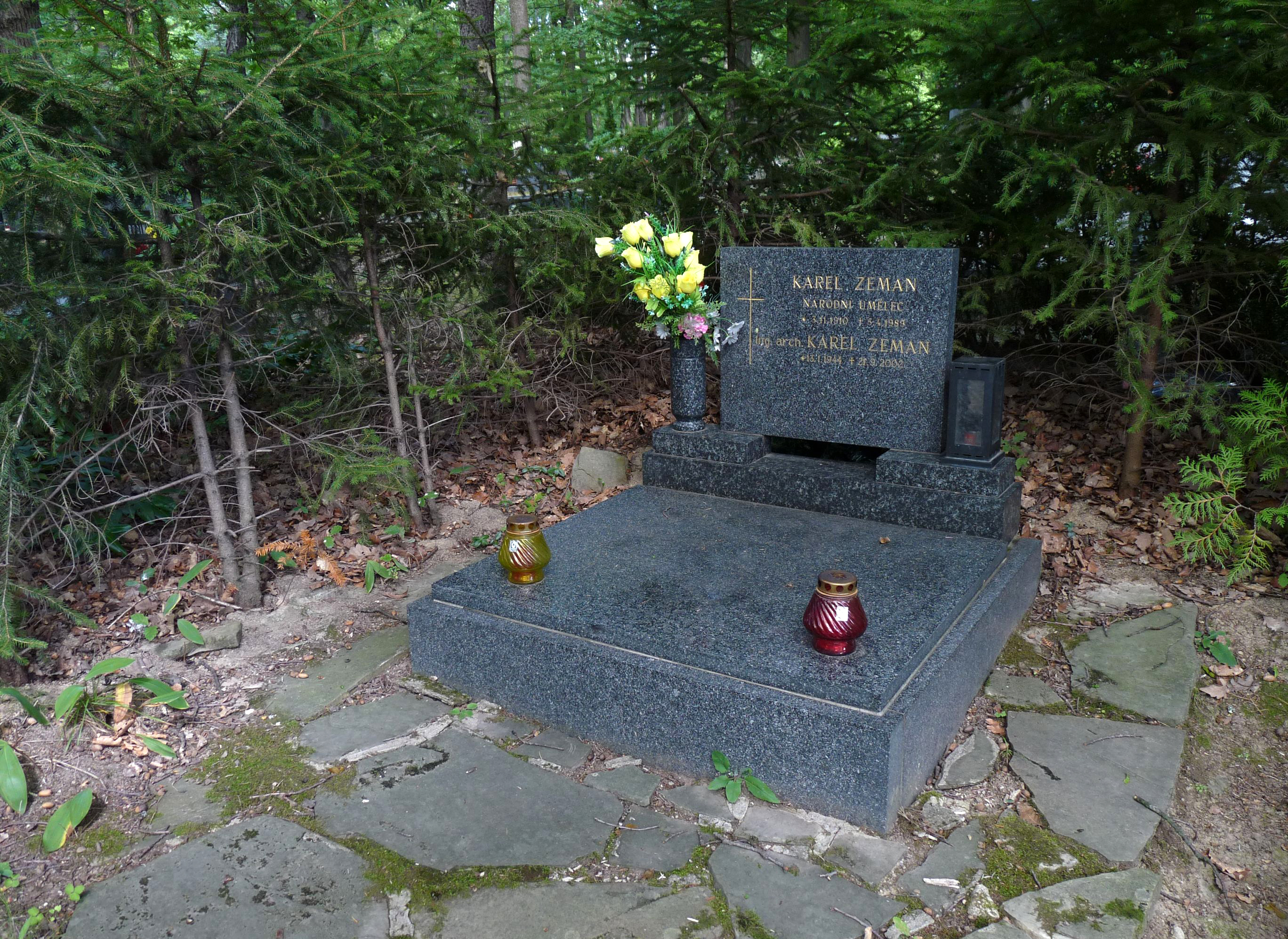
Zemanův hrob na Lesním hřbitově ve Zlíně

### Scénář a režie (není-li uvedeno jinak) animovaných filmů
- Podkova pro štěstí (1946)
- Křeček (1946)
- Pan Prokouk v pokušení (1947)
- Pan Prokouk ouřaduje (1947)
- Brigády (1947)
- Pan Prokouk filmuje (1948)
- Pan Prokouk vynálezcem (1949)
- Inspirace (1949)
- Král Lávra (1950)
- Poklad Ptačího ostrova (1952)
- Pan Prokouk, přítel zvířátek (1955)
- Dobrodružství námořníka Sindibáda (1971)
- Druhá cesta námořníka Sindibáda (1972)
- V zemi obrů. Třetí cesta námořníka Sindibáda (1973)
- Magnetová hora. Čtvrtá cesta námořníka Sindibáda (1973)
- Létající koberec. Pátá cesta námořníka Sindibáda (1973)
- Mořský sultán. Šestá cesta námořníka Sindibáda (1974)
- Zkrocený démon. Sedmá cesta námořníka Sindibáda (1974)
- Pohádky tisíce a jedné noci (1974) – obsahují v sobě i všechna předchozí Sindibádova dobrodružství
- Čarodějův učeň (1977) – podle stejnojmenné knihy
- Pohádka o Honzíkovi a Mařence (1980)

### Hrané filmy
- Cesta do pravěku (1955)
- Vynález zkázy (1958)
- Baron Prášil (1961)
- Bláznova kronika (1964)
- Ukradená vzducholoď (1966)
- Na kometě (1970)

### Další spolupráce
- Vánoční sen (1945) – společně s režisérem Bořivojem Zemanem /hraná část/

### Dokumentární filmy
- Laterna magika II. (1960)
- Bez pasu a bez víza z Kudlova do San Franciska (1964)
- Karel Zeman dětem (1980)
- Filmový dobrodruh Karel Zeman (2015) - režie Tomáš Hodan, životopisný dokument